# Võrumaa
Võrumaa (võro: Võro maakund eller Võromaa; estniska: Võru maakond eller Võrumaa) är ett landskap i sydöstra Estland med en yta på 2 305 km² och 38 967 invånare (år 2004). Staden Võru utgör landskapets residensstad.
2017 utvidgades landskapet då området motsvarande de tidigare kommunerna Mikitamäe, Orava och Värska tillfördes landskapet från Põlvamaa som en följd av kommunsammanslagningar.

## Kommuner

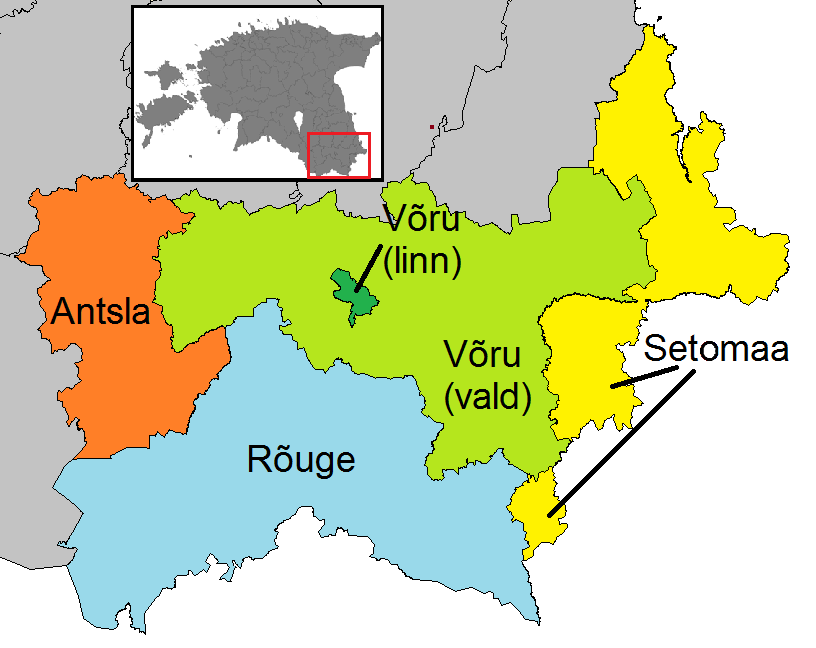
Kommuner i landskapet Võrumaa.

Landskapet Võrumaa är sedan 2017 indelat i fem kommuner, varav en stadskommun.

### Stadskommuner
- Võru stad

### Landskommuner
- Antsla kommun (inkluderar staden Antsla)
- Rõuge kommun
- Setomaa kommun
- Võru kommun

## Tidigare kommuner

Kommunindelningen i landskapet Võrumaa 1999-2017.

Landskapet har tidigare varit indelat i 14 kommuner, varav två stadskommuner.

### Stadskommuner
- Antsla stad
- Võru stad

### Landskommuner
- Antsla kommun
- Haanja kommun
- Lasva kommun
- Meremäe kommun
- Misso kommun
- Mõniste kommun
- Rõuge kommun
- Sõmerpalu kommun
- Urvaste kommun
- Varstu kommun
- Vastseliina kommun
- Võru kommun

### Administrativ historik
- 1999 uppgick Antsla stad i Antsla kommun.

## Orter
Efter gränsjusteringar som följd av kommunreformen 2017 finns det i landskapet Võrumaa två städer, elva småköpingar samt 649 byar.

### Städer
- Antsla
- Võru

### Småköpingar
- Kobela
- Kose
- Misso
- Parksepa
- Rõuge
- Sõmerpalu
- Vana-Antsla
- Varstu
- Vastseliina
- Väimela
- Värska

## Vänorter
- Halso, Finland (sedan 1989)
- Kaavi, Finland (sedan 1990)
- Kaustby, Finland (sedan 1989)
- Nilsiä, Finland (sedan 1990)
- Perho, Finland (sedan 1989)
- Rautavaara, Finland (sedan 1990)
- Ullava, Finland (sedan 1989)
- Vemo, Finland (sedan 1990)
- Vetil, Finland (sedan 1989)[2]